# Fritz DeutschPoeten
Fritz DeutschPoeten (ehemals Die Neuen DeutschPoeten) ist ein Musikfestival bzw. ein Veranstaltungskonzept, das von Radio Fritz initiiert wurde. Der öffentlich-rechtliche Jugendradiosender vom Rundfunk Berlin-Brandenburg stellt dabei jeweils deutschsprachige Künstler auf die Bühne, die sich besonders durch ihre Poesie in ihren Texten auszeichnen.

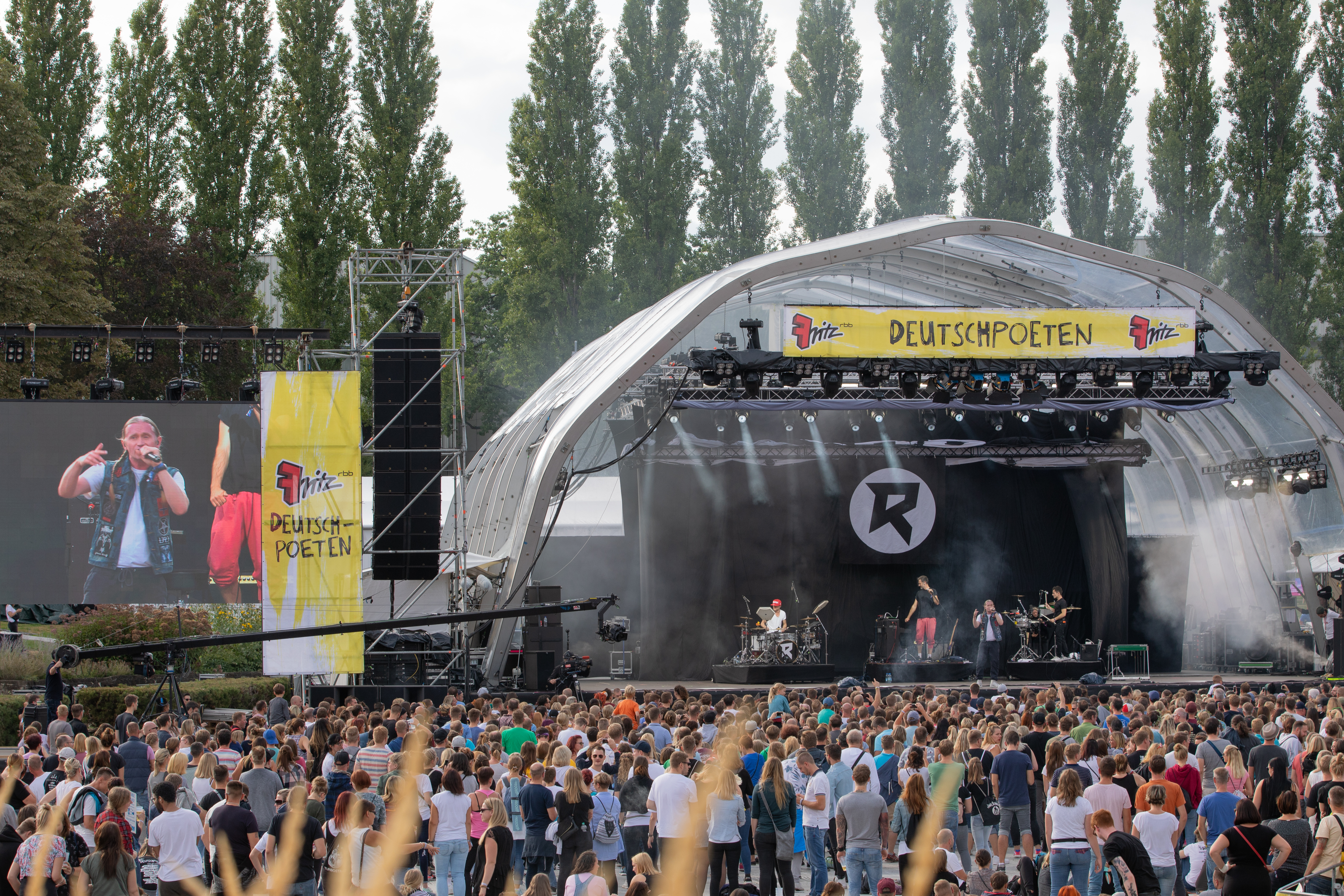
Bühne beim Festival "Fritz DeutschPoeten 2018" im IFA Sommergarten.

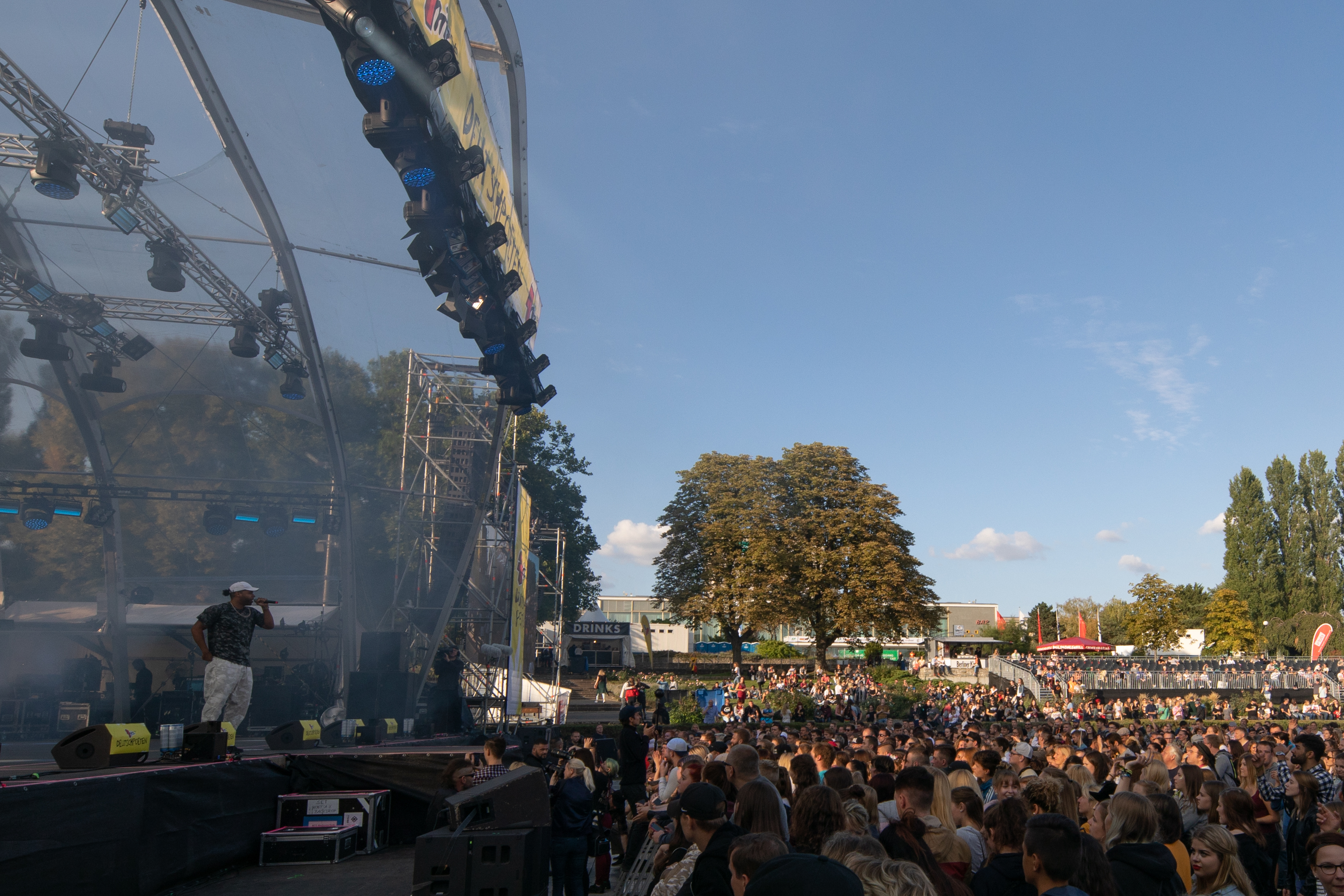
Megaloh (2018)

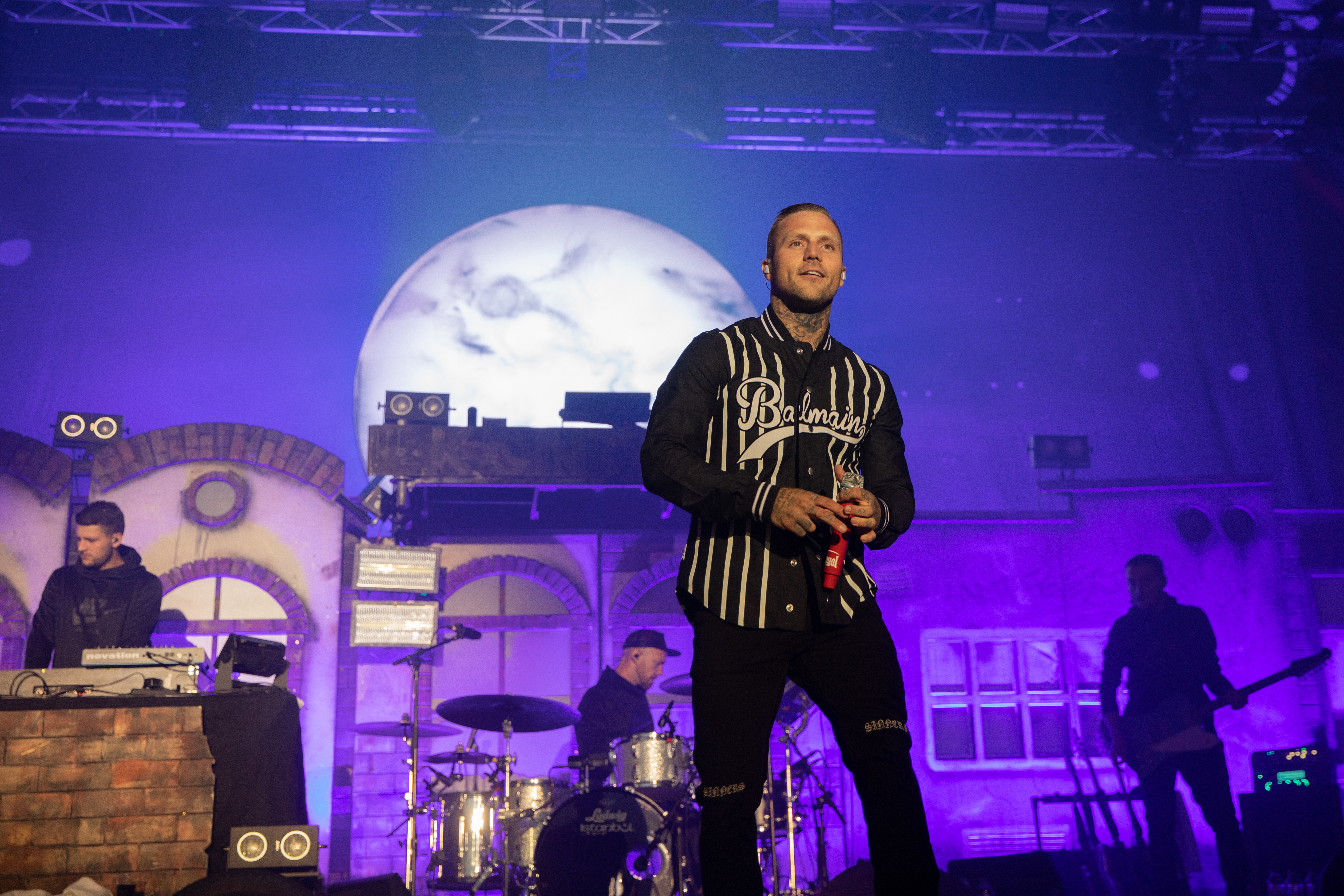
Kontra K (2018)

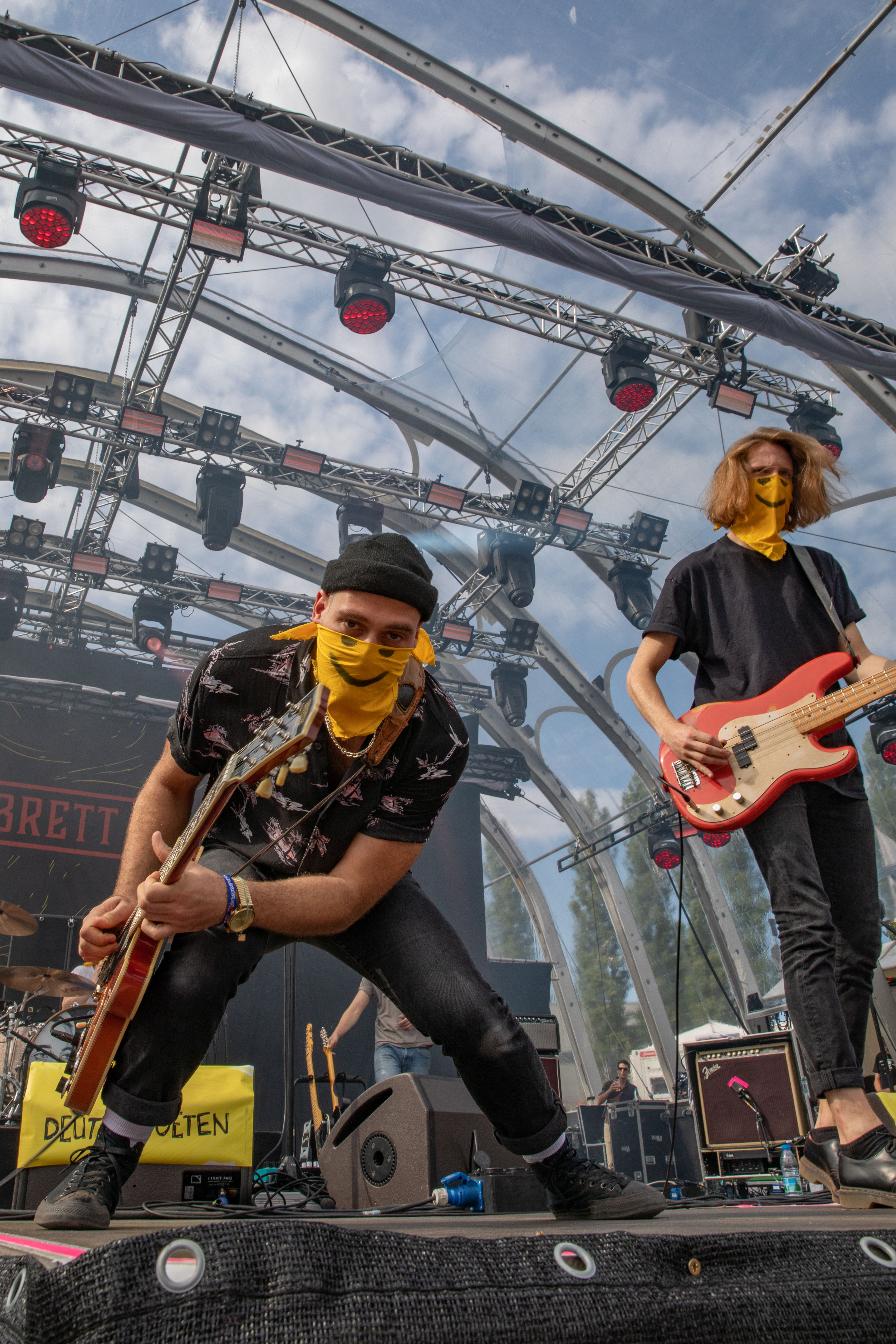
Brett (2018)

## Geschichte
Die Grundidee war, dass Fritz Künstler auf eine Livebühne bringt, die hauptsächlich durch ihre Texte in letzter Zeit aufgefallen sind. Idee und Konzept stammen von Frank Menzel, Fritz-Musikredakteur und Projektleiter.
Der Auftakt zu den Fritz - Die Neuen DeutschPoeten fand am 12. Juni 2010 im ausverkauften (1600 Besucher) Berliner Astra statt. Am 3. September 2011 fand Teil 2 im ebenfalls ausverkauften (13.000 Besucher) IFA Sommergarten der Messe Berlin statt. Die dritte Ausgabe, die von Hadnet Tesfai und Axel Bosse moderiert wurde, fand am 1. September 2012 mit 12.000 Besuchern, wiederum im IFA Sommergarten statt. Die 4. Ausgabe wurde von Visa Vie und Chris Guse moderiert und fand am 7. September 2013 wieder während der IFA im Sommergarten der Messe Berlin statt und war mit 13.000 Fans ausverkauft. Zum fünfjährigen Jubiläum moderierten die beiden Fritzmoderatoren Kathrin Thüring und Chris Guse das Festival, welches am 6. September 2014 wieder im IFA Sommergarten stattfand und diesmal schon zwei Monate vorher mit 13.000 Tickets ausverkauft war. Fritzmoderatorin Visa Vie führte bei dieser Ausgabe, wie im Jahr davor zusammen mit Chris Guse, durch einen neunstündigen Livestream, bei dem alle Auftritte der Acts ausgestrahlt und zwischen den Auftritten Interviews und Eindrücke vom Radioevent gezeigt wurden. Das rbb-Fernsehen sendete eine Woche später eine dreistündige Zusammenfassung in seinem Programm. 2015 wurde das Radiofestival offiziell als Zweitages-Festival erweitert. Zum bisherigen Samstagstermin kam der Freitag dazu, an dem zwei deutschsprachige Künstler präsentiert wurden. Die Anzahl der auftretenden Deutschpoeten am Samstag blieb wie die Jahre zuvor bei acht und sie waren wieder Bestandteil der IFA. Der Sommergarten der Messe Berlin hatte an beiden Tagen 26.000 Besucher und war damit ausverkauft. David Krause moderierte den ersten Tag, am zweiten Tag standen Kathrin Thüring und Tim Schultheiß auf der Bühne. Beide Tage wurden wieder im Livestream auf fritz.de übertragen. Das rbb Fernsehen sendete fünf Tage später eine 90-minütige Zusammenfassung zu einem früheren Zeitpunkt im Abendprogramm.

## Line Up

### Astra Berlin
- 2010 Madsen, Axel Bosse, Max Herre, Philipp Poisel, Ingo Pohlmann und Fotos

### IFA Sommergarten
- 2011 Clueso mit Band, Wir sind Helden, Philipp Poisel,  Marteria, Axel Bosse, Kraftklub, Andreas Bourani und Max Prosa.
- 2012 Tim Bendzko, Max Herre mit Freunden, Mia.,  Marsimoto, Thees Uhlmann, The Koletzkis (auch Oliver Koletzki & Band), Tiemo Hauer und Vierkanttretlager.
- 2013 Sportfreunde Stiller, Bosse, Madsen, Laing, Maxim, Mega! Mega!, Rakede und Exclusive.
- 2014 Marteria, Sido, Thees Uhlmann und Band, Miss Platnum, Gloria, OK Kid, Lary und Sierra Kidd.
- 2015 Freitag: Clueso und AnnenMayKantereit. Samstag: Jan Delay, Cro, Bilderbuch, Die Orsons, Teesy, Joris, Philipp Dittberner und Tonbandgerät.
- 2016 Freitag: Maxim, Wanda und Sido. Samstag: Schmutzki, Grossstadtgeflüster, Chefket, Motrip, Namika, Joris, Bosse, Fettes Brot.
- 2017 Freitag: Milliarden, Madsen und Jennifer Rostock. Samstag: Lotte, Ace Tee, Dat Adam, Faber, Von Wegen Lisbeth, Prinz Pi, Philipp Poisel.
- 2018 Freitag: Megaloh, Bausa, Kontra K. Samstag: Fibel, Brett, Eunique, Romano, SDP, Clueso, Joris